# Veliko Tarnovo

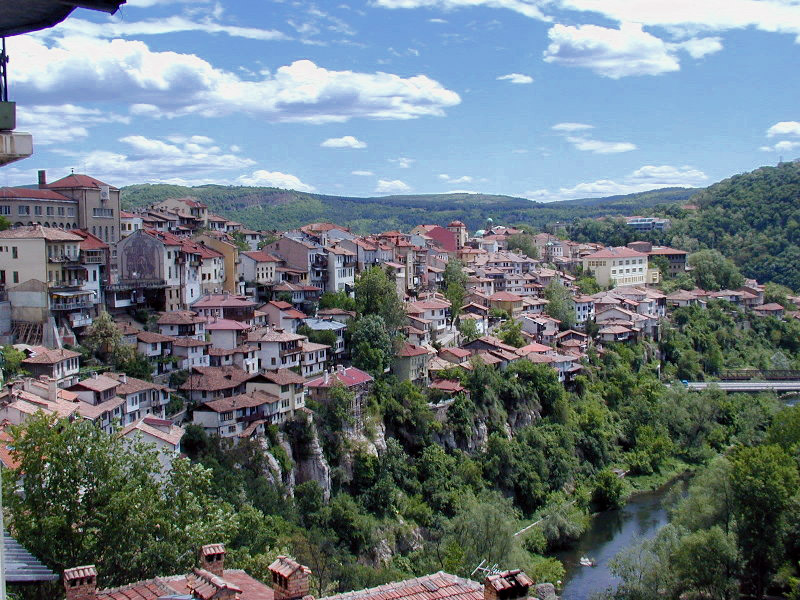
Veliko Tarnovo accrochée aux gorges de la Yantra

Veliko Turnovo ou Veliko Tărnovo (búlgaro: Велико Търново) é uma cidade da Bulgária localizada no distrito de Veliko Turnovo.

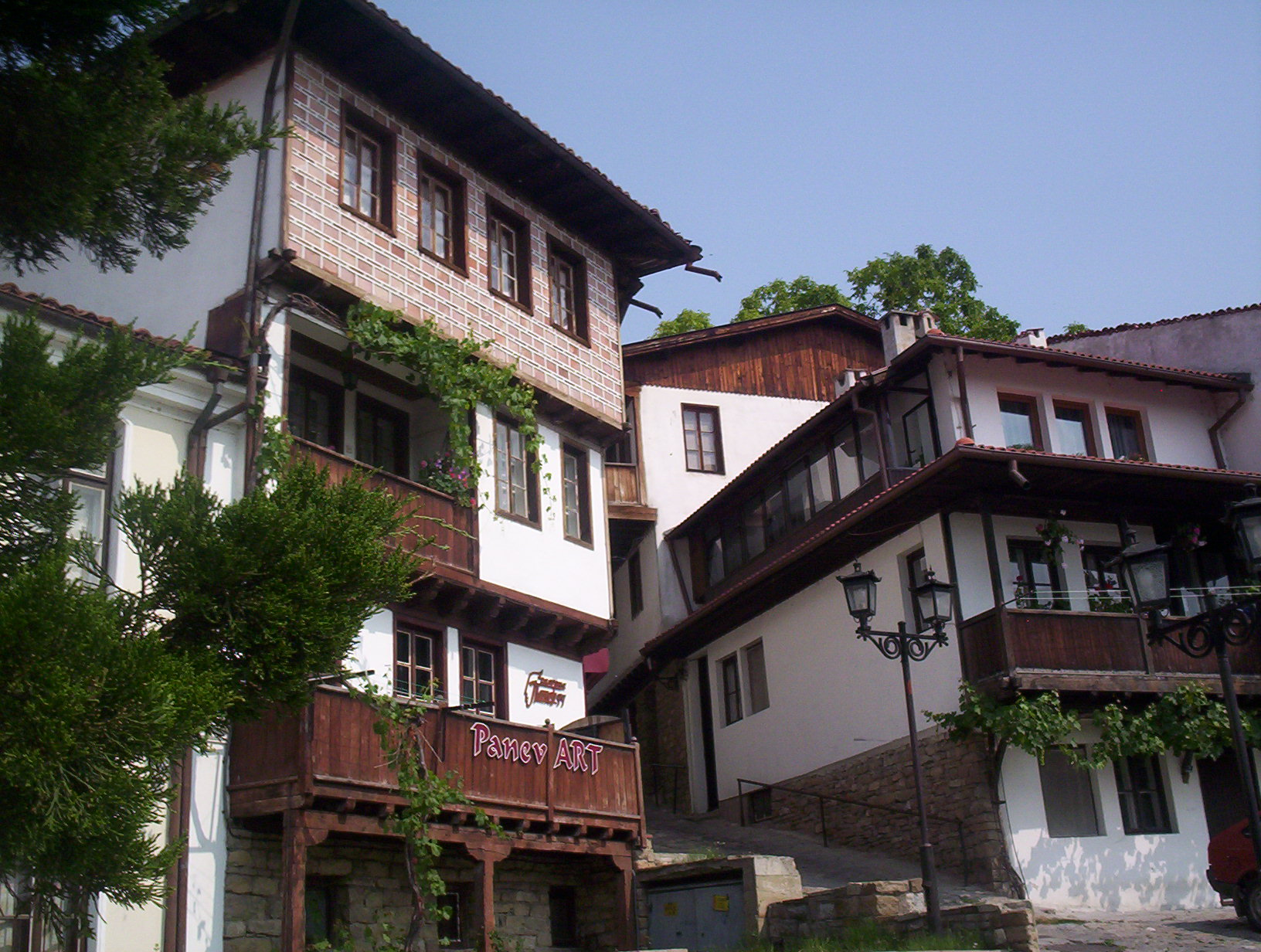
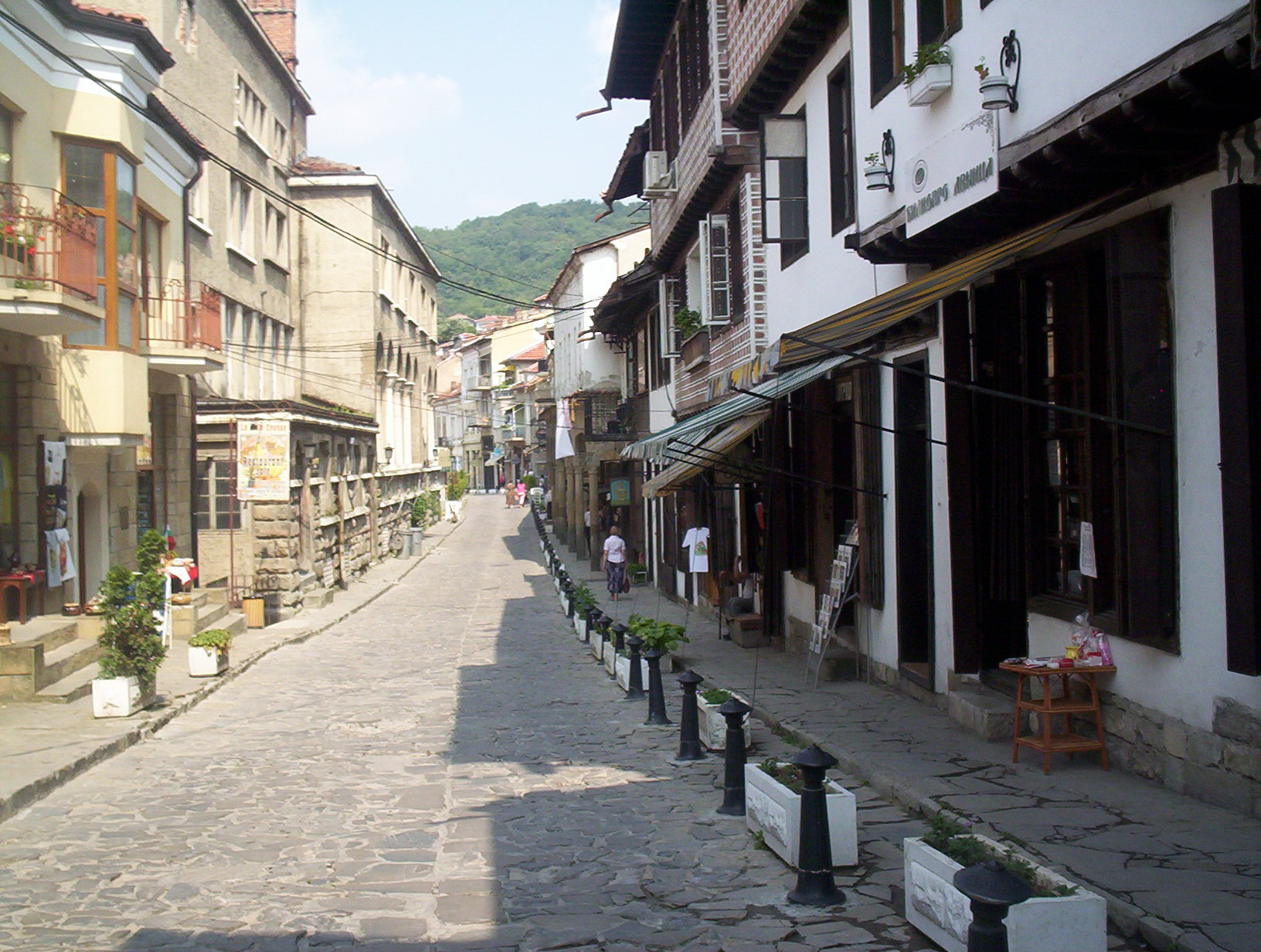
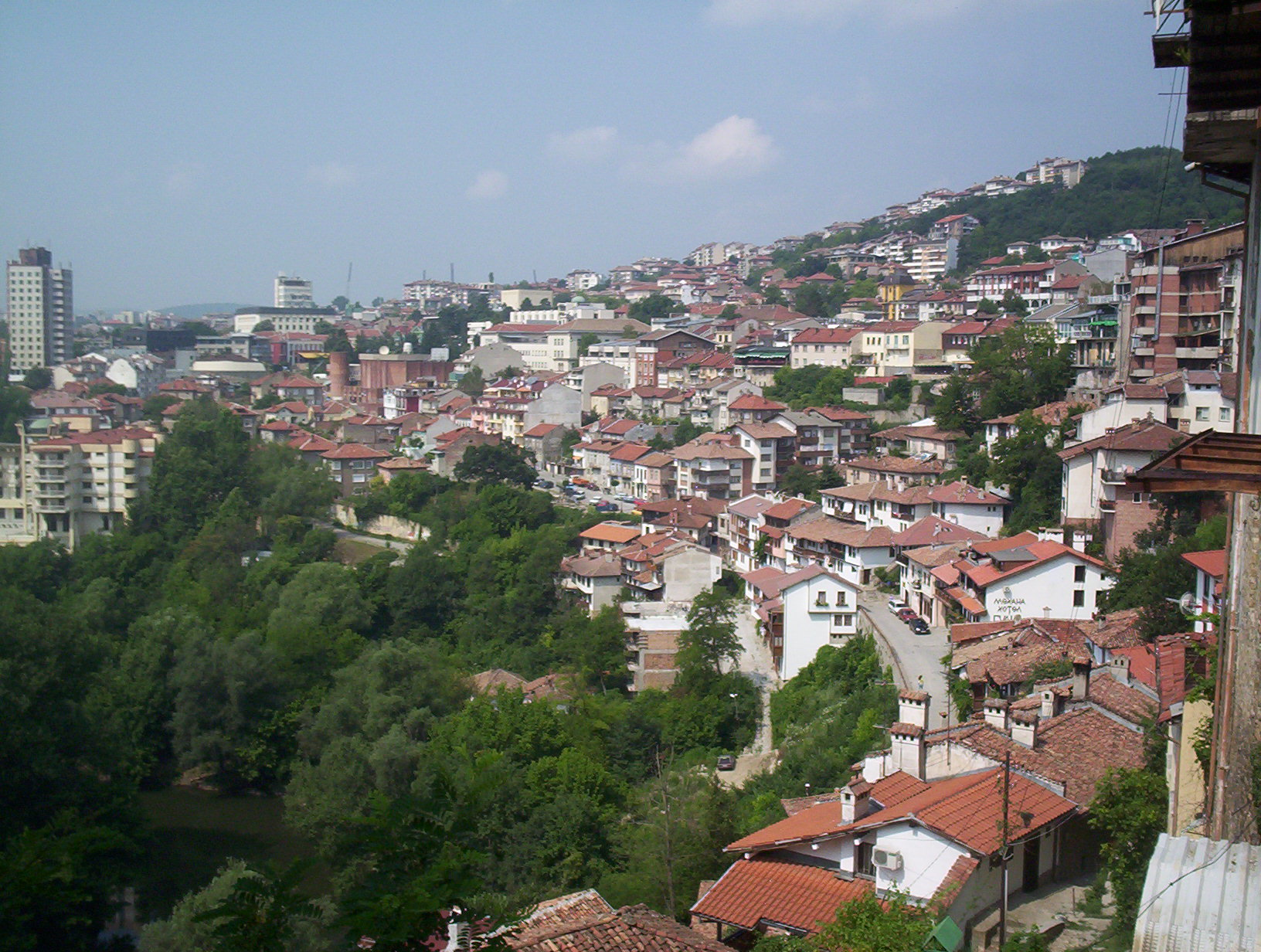
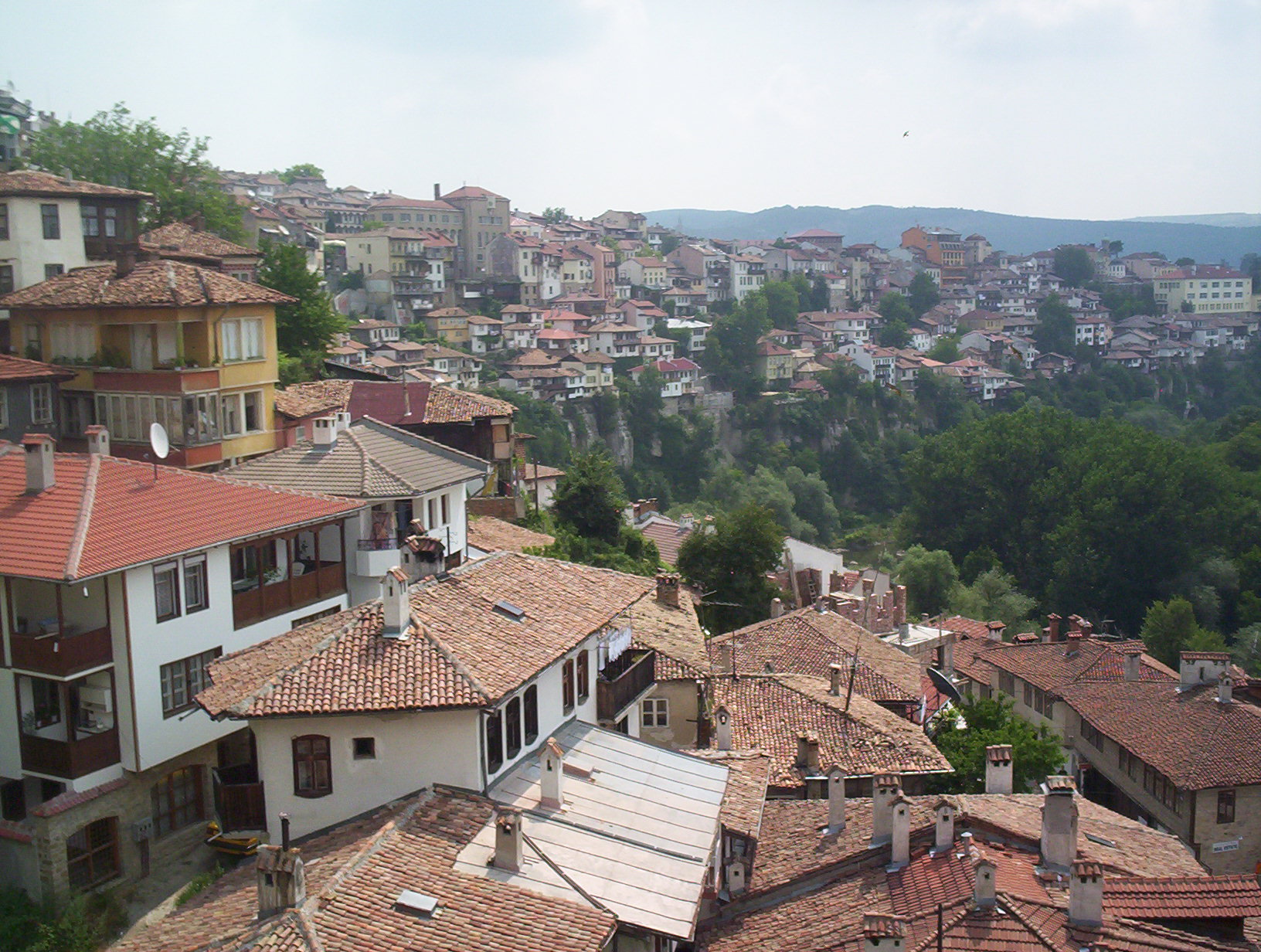

## Geografia
A cidade está localizada em rio Yantra. O alívio de Veliko Tarnovo é diverso: planície e montanhosa.

## História

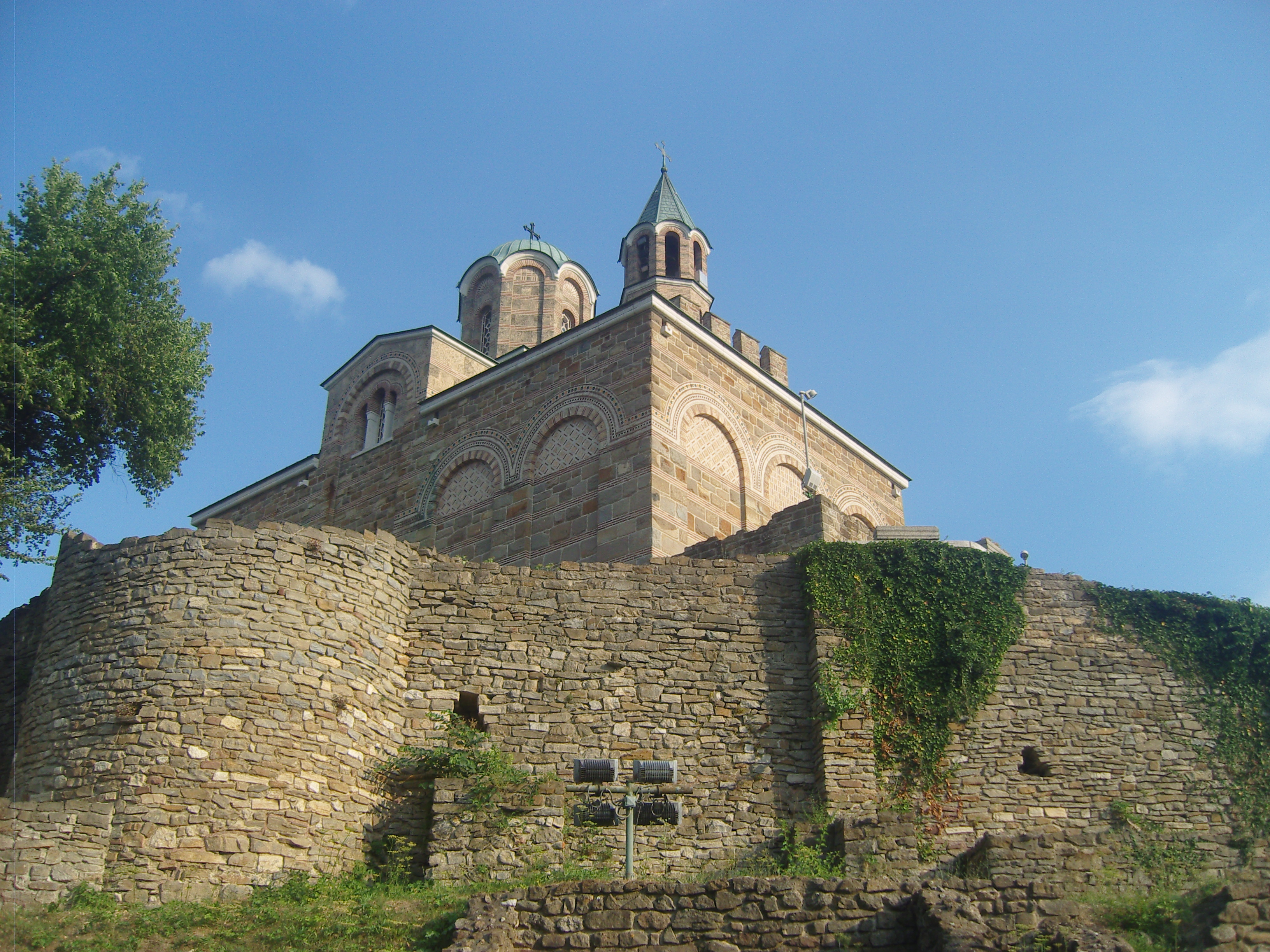
Complexo de palácios Tsarevets - Patriarcado

Veliko Tarnovo foi o dobro da capital da Bulgária (1185-1393 - Segundo Estado búlgaro) e 1879 - Principado da Bulgária.
Veliko Tarnovo tem mais de 6000 anos de história e a primeira evidência de vida remonta a 4000 aC e foi encontrada na área de Kacica.
Em 1185, os irmãos Ivan-Assen e Teodor-Peter declararam na igreja "St. Dimitar" pôr fim ao domínio bizantino por 167 anos e proclamou Turnovo como a capital do novo reino búlgaro.

## População
| Veliko Turnovo | Veliko Turnovo | Veliko Turnovo | Veliko Turnovo | Veliko Turnovo | Veliko Turnovo | Veliko Turnovo | Veliko Turnovo | Veliko Turnovo | Veliko Turnovo | Veliko Turnovo | Veliko Turnovo | Veliko Turnovo | Veliko Turnovo | Veliko Turnovo | Veliko Turnovo | Veliko Turnovo | Veliko Turnovo | Veliko Turnovo | Veliko Turnovo |
| --- | -------------- | -------------- | -------------- | -------------- | -------------- | -------------- | -------------- | -------------- | -------------- | -------------- | -------------- | -------------- | -------------- | -------------- | -------------- | -------------- | -------------- | -------------- | -------------- |
| Ano | 1887           | 1910           | 1934           | 1946           | 1956           | 1965           | 1975           | 1985           | 1992           | 2001           | 2002           | 2003           | 2004           | 2005           | 2006           | 2007           | 2008           | 2009           | 2010           |
| População |                |                |                | 16,223         | 24,648         | 37,276         | 56,522         | 69,605         | 67,540         | 66,897         | 67,120         | 66,819         | 66,259         | 66,228         | 66,145         | 66,272         | 66,309         | 66,958         | 67,099         |
| Fontes: Instituto Nacional de Estatísticas, „citypopulation.de“, „pop-stat.mashke.org“, Bulgarian Academy of Sciences |                |                |                |                |                |                |                |                |                |                |                |                |                |                |                |                |                |                |                |